# Johan den Uforfærdede, hertug af Burgund
Johan 2. af Burgund, også kendt som Johan den Uforfærdede (fransk: Jean sans Peur; nederlandsk: Jan zonder Vrees), (28. august 1371 – 10. september 1419) var hertug af Burgund og regent i Nederlandene fra 1404 og frem til han blev myrdet i 1419. 

## Liv og gerning
På sin faders side var han medlem af Huset Valois (den daværende kongefamilie i Frankrig). Han var søn af hertug Filip den Dristige af Burgund og sønnesøn af kong Johan den Gode af Frankrig.
Johan deltog i Slaget ved Nikopolis i 1396. Han blev hertug af Burgund i 1404 og arvede i 1405 Flandern efter sin moder Margarete. Han kæmpede med greven af Armagnac og dauphinen Karl om indflydelse på den franske regering under Karl 6.s sindssygdom. Han fik hovedindflydelsen, da hans modstandere i 1415 blev slået af englænderne i Slaget ved Agincourt og tog i 1418 Paris i sin besiddelse. Han blev myrdet under et fredsmøde med dauphinens folk.
Johan den Uforfærdede var gift med Margareta af Bayern-Straubing. De fik én søn og syv døtre. Efter Johans død blev sønnen Filip den Gode hertug af Burgund. 